# Nonna Mayer
Pour les articles homonymes, voir Mayer.
Nonna Mayer, née le 25 mars 1948 à Neuilly-sur-Seine, est une chercheuse en sciences politiques et directrice de recherche émérite au CNRS, spécialiste de sociologie électorale et notamment de l'extrême droite, du racisme et de l'antisémitisme. Elle a été présidente de l'Association française de science politique de 2005 à 2016. 
Rattachée au Centre d'études européennes et de politique comparée de Sciences Po (CEE), elle est responsable de la série « Contester » aux Presses de Sciences Po, consacrée aux transformations de l'action collective.

## Biographie

### Jeunesse et études
Nonna Mayer naît le 25 mars 1948 à Neuilly-sur-Seine. Après des études de droit, elle est diplômée de l'Institut d'études politiques de Paris (Section politique et sociale, promotion 1971) et docteure d'État en science politique (1983).
Elle épouse le politologue Samy Cohen en 1987.

### Parcours professionnel
Elle est recrutée au CNRS en 1974 et est affectée au CEVIPOF (Centre d'étude de la vie politique française, devenu Centre de recherches politiques de Sciences Po), qu'elle quitte en 2009 avec une quinzaine de chercheurs du centre pour rejoindre le Centre d'études européennes de Sciences Po, devenu depuis Centre d'études européennes et de politique comparée. Active au sein de cette école, elle fait partie à partir de 2004 du  comité des acquisitions de la bibliothèque de Sciences Po.
Entre 2010 et 2012, elle dirige avec Olivier Dabène le département de science politique de l'IEP de Paris.
De 2005 à 2016, elle a été présidente de l'Association française de science politique.
De 2016 à 2019, elle a été membre du conseil scientifique de la Délégation interministérielle à la lutte contre le racisme et l'antisémitisme (DILCRA), présidé par Dominique Schnapper. Elle est membre de la Commission nationale consultative des droits de l'homme depuis 2015, reconduite pour un second mandat en 2019.
Elle est candidate, en 2021 à la présidence de la Fondation nationale des sciences politiques. Cette candidature est contestée par un collectif, l'Observatoire du décolonialisme, qui estime, dans un article non signé publié sur son site, que les recherches de Nonna Mayer donneraient « une caution scientifique à la notion « d’islamophobie » ». Le conseil d’administration de l’Association française de science politique pour sa part condamne la forme des « attaques » dont sa candidature est l'objet ainsi que l'Association américaine de science politique (APSA). Sa candidature est écartée le 1er avril 2021.

## Recherches
Ses recherches portent sur la sociologie électorale et la participation politique, sur le racisme et l’antisémitisme. Elles s'articulent autour de trois axes : la dynamique électorale du Rassemblement National et des droites radicales populistes en Europe ; les transformations du racisme et de l’antisémitisme (à partir des données de la CNCDH) ; les relations entre minorités et population majoritaire et entre minorités (en particulier entre juifs et musulmans),.

## Publications
- (avec Michel-Antoine Burnier et Frédéric Bon), Les sondages peuvent-ils se tromper ?, Paris, Calmann-Lévy, 1974.
- (en codirection avec Georges Lavau et Gérard Grunberg, L'univers politique des classes moyennes, Paris, Presses de la Fondation nationale des sciences politiques, 1983  (ISBN 2-7246-0475-X).
- (en codirection avec Daniel Gaxie), Indépendance, salariat et vote, Association française de science politique, 2e Congrès national, Grenoble, 25-28 janvier 1984, "Les Analyses du comportement électoral en France", n° 6, Paris, Association française de science politique, [1984].
- La Boutique contre la gauche, Paris, Presses de la Fondation nationale des sciences politiques, 1986.  (ISBN 2-7246-0525-X)[14].
- (en codirection avec Pascal Perrineau), Le Front national à découvert, préface de René Rémond, Paris, Presses de la Fondation nationale des sciences politiques, 1989  (ISBN 2-7246-0564-0) ; rééd. 1996  (ISBN 2-7246-0696-5).
- (en codirection avec Daniel Boy), L'électeur français en questions, CEVIPOF, Paris, Presses de la Fondation nationale des sciences politiques, 1990  (ISBN 2-7246-0578-0).
- (avec Pascal Perrineau), Les comportements politiques, Paris, Armand Colin, 1992.  (ISBN 2-200-21088-4).
- (dir.), Les modèles explicatifs du vote, Table-ronde de l'Association française de science politique, 23-26 avril 1996, Aix-en-Provence, Paris/Montréal, L'Harmattan, 1997  (ISBN 2-7384-5244-2).
- (en codirection avec Daniel Boy), L'électeur a ses raisons, Paris, Presses de Sciences Po, 1997  (ISBN 2-7246-0724-4).
- Ces Français qui votent FN, Paris, Flammarion, 1999.  (ISBN 2-08-067323-8) ; rééd. augmentée en 2002 sous le titre Ces Français qui votent Le Pen  (ISBN 2-08-068387-X).
- (en codirection avec Gérard Grunberg et Paul M. Sniderman), La démocratie à l’épreuve. Une nouvelle approche de l’opinion des Français, Paris, Presses de Sciences Po, 2002  (ISBN 2-7246-0875-5).
- (en codirection avec Bruno Cautrès), Le nouveau désordre électoral : les leçons du 21 avril 2002, Paris, Presses de Sciences Po, 2004.
- (en codirection avec Éric Agrikoliansky et Olivier Fillieule), L’altermondialisme en France : la longue histoire d’une nouvelle cause, Paris, Flammarion, 2005  (ISBN 2-08-210445-1).
- (en) (avec Jocelyn Evans), « Electorates, new cleavages, social structures », dans Alistair Cole, Patrick Le Gales, Jonah Levy (dir.), Developments in French Politics 3, Palgrave, MacMillan, 2005.
- (en) (en codirection Bert Klandermans), Extreme right activists in Europe : through the magnifying glass, Londres / New York, Routledge, 2006.
- « Les transformations de l’antisémitisme français », dans Journal für Konflikt und Gewaltforschung, 2005.
- (en codirection avec Erwan Lecœur, Jean-Yves Camus et Sylvain Crépon), Dictionnaire de l'extrême droite, Paris, Larousse, « À présent », 2007  (ISBN 978-2-03-582622-0).
- (avec Bertrand Hervieu, François Purseigle, Pierre Muller, Jacques Rémy), Les mondes agricoles en politique, Paris, Presses de Sciences Po, 2010  (ISBN 978-2-7246-1164-9).
- (en codirection avec Céline Braconnier, Les inaudibles : sociologie politique des précaires, Paris, Presses de Sciences Po (PFNSP), « Académique », 2015  (ISBN 9782724616958).
- (en codirection avec Sylvain Crépon,et Alexandre Dézé), Les faux semblants du Front national : sociologie d'un parti politique, Paris, Presses de sciences Po, 2015.
- (en co direction avec Yves Déloye), Analyses électorales, Bruxelles, Bruylant, 2017.
- (en codirection avec Alain Policar, Philippe Corcuff), Les mots qui fâchent. Contre le maccarthysme intellectuel, La Tour d'Aigues, Éditions de l'Aube, 2022  (ISBN 978-2-8159-4866-1), et contribution sur "Racisme anti-Blancs" (pp. 141-145)